# Gelasinibracon
Gelasinibracon är ett släkte av steklar. Gelasinibracon ingår i familjen bracksteklar.
Kladogram enligt Catalogue of Life:
| Gelasinibracon | \| \| Gelasinibracon sedlaceki \| \| \| \| \| \| Gelasinibracon simplicicaudatus \| \| \| \| |
|                | \| \| Gelasinibracon sedlaceki \| \| \| \| \| \| Gelasinibracon simplicicaudatus \| \| \| \| |
|                | Gelasinibracon sedlaceki                                                                     |
|                |                                                                                              |
|                | Gelasinibracon simplicicaudatus                                                              |
|                |                                                                                              |